# Axel Reventlow
Axel Christian Reventlow (20. marts 1894 i Ærøskøbing – 11. december 1955 i København) var en dansk direktør og forfatter.
Han var søn af købmand og politiker Boye Sophus Reventlow, Marstal, og hustru Nellie f. Nissen. Reventlow tog handelsskoleeksamen 1913 og var flere år i udlandet for videre uddannelse, før han i 1924 etablerede sig som købmand og importør i Odense. Men at beskæftige sig med dyrs pleje var hans store interesse, og han havde samlet sig så stor viden herom ved studieophold i adskillige europæiske zoologiske haver, at det i 1931 lykkedes det ham at få ansættelse som inspektør ved Zoologisk Have i København. I 1943 avancerede han til administrerende direktør for haven på grund af sin overbevisende indsats og faglige indsigt. Han havde stor kærlighed til dyr og fortalte om dem gennem artikler i fagskrifter og radioforedrag, også for at give anvisning på deres rette pleje. Som direktør for den store zoologiske have var han meget populær og udadvendt med bl.a. mange arrangementer for børn.
Han var æresmedlem af Selskabet for Stuekultur's Afdeling for Fuglevenner, af Dansk Undulatopdrætter Klub og af Foreningen for Fuglevenner; korresponderende medlem af The Zoological Society of London, af International Council of Museums under UNESCO og af Union internationale de directeurs de jardins zoologiques. 25. maj 1954 blev han Ridder af Dannebrog.
Han blev gift 10. oktober 1945 med Valborg, f. 13. juni 1915, datter af kunstmaler E. Søbøtker-Rasmussen og hustru Mathilde f. Jørgensen (død 1942). Han er begravet på Solbjerg Parkkirkegård på Frederiksberg ikke langt fra sin arbejdsplads.

## Forfatterskab
- Dyrebørn i Zoo (1954)
- Foran burene (1955)